# Cal troian (informatică)
Acest articol se referă la o anumită formă de malware în terminologie computațională. Pentru alte sensuri, vedeți Cal troian (dezambiguizare))
Un cal troian (în engleză: trojan horse, cunoscut de asemenea doar ca troian) este un  software, având numele derivat din legenda calului troian, (o poveste greacă veche a înșelătorului cal din lemn care a dus la căderea orașului Troia),care descrie un anumit tip de program spion (care este la rândul său un tip de software rău intenționat), care pare că ar realiza ceva util, dar care în realitate realizează funcții malefice care permit accesarea neautorizată a unui calculator, respectiv copierea fișierelor, și chiar controlarea comenzilor calculatorului penetrat.
Caii troieni, care tehnic nu sunt viruși informatici, pot fi descărcați cu ușurință și în necunoștință de cauză. Spre exemplu, dacă un joc pe calculator este proiectat astfel încât, la executarea sa de către un utilizator, să deschidă o poartă de intrare (backdoor) pentru un hacker, care poate prelua ulterior controlul computerului, se spune despre acel joc că este un cal troian. Dacă în schimb, jocul este corect codat, dar a fost infectat ulterior cu un virus informatic, nu poate fi numit un cal troian, indiferent ce pagube poate produce virusul.
Spre deosebire de virușii de calculator și de viermi, în general troienii nu încearcă să se injecteze în alte fișiere sau să se propage în alt mod.

### Cazuri notabile
- Backdoor.BO (BackOrifice)
- NetBus
- Zlob
- Pest Trap
- ProRat
- Sub7
- Vundo
- Ghost Rat used in GhostNet "cyber spying" operation.

## Vezi și
- Exploit (securitatea informației)
- Înșelăciune electronică
- Malware
- Program spion
- Securitate (informatică)
- Software rău intenționat
- Spam
- Spionaj industrial
- Virus informatic